# الرحم (حريضة)
'

تعديل مصدري - تعديل

الرحم هي إحدى قرى عزلة حريضة بمديرية حريضة التابعة لمحافظة حضرموت، بلغ تعداد سكانها 345 نسمة حسب تعداد اليمن لعام 2004.